# Have You Ever Seen the Rain?
Have You Ever Seen the Rain là một bài hát được John Fogerty viết và được phát hành dưới dạng đĩa đơn vào năm 1971 từ album Pendulum (1970) của nhóm nhạc rock Creedence Clearwater Revival. Bài hát được xếp hạng cao nhất ở Canada, đạt vị trí số một trên bảng xếp hạng đĩa đơn quốc gia RPM 100 vào tháng 3 năm 1971. Ở Mỹ, trong cùng năm đó, nó đã đứng ở vị trí thứ tám trên bảng xếp hạng đĩa đơn Hot 100 của Billboard (nơi nó được liệt kê là "Have You Ever Seen the Rain? / Hey Tonight", cùng với mặt B). Trên bảng xếp hạng pop của Cash Box, nó đạt vị trí thứ ba. Ở Anh, nó đạt vị trí 36. Đó là đĩa đơn vàng thứ tám của nhóm nhạc này.
Một số người đã suy đoán rằng lời bài hát của bài hát đang đề cập đến Chiến tranh Việt Nam, với "cơn mưa" là một phép ẩn dụ cho những quả bom rơi từ trên trời xuống. Trong bài đánh giá về bài hát cho trang web Allmusic, Mark Deming cho rằng bài hát nói về chủ nghĩa lý tưởng của những năm 1960 và về nó mờ dần sau các sự kiện như Altamont Free Concert và Kent State và Fogerty nói rằng những vấn đề tương tự của thập niên 1960 vẫn còn tồn tại vào những năm 1970 nhưng mọi người không còn chiến đấu vì chúng nữa. Tuy nhiên, chính Fogerty đã nói trong các cuộc phỏng vấn và trước khi phát bài hát trong buổi hòa nhạc rằng bài hát nói về sự căng thẳng gia tăng trong CCR và sự ra đi sắp xảy ra của anh trai Tom rời khỏi ban nhạc. Trong một cuộc phỏng vấn, Fogerty tuyên bố rằng bài hát được viết về thực tế rằng họ đứng đầu các bảng xếp hạng, và đã vượt qua tất cả những kỳ vọng điên rồ nhất của họ về danh tiếng và tài sản. Họ giàu có và nổi tiếng, nhưng bằng cách nào đó tất cả các thành viên của ban nhạc lúc đó đều chán nản và không hạnh phúc. Do đó, có câu kết "Have you ever seen the rain, coming down on a sunny day." Ban nhạc đã tách ra vào tháng 10 năm sau sau khi phát hành album Mardi Gras.

## Bảng xếp hạng
| Chart (1971)                   | Peak position |
| ------------------------------ | ------------- |
| Australia                      | 6             |
| Austria                        | 6             |
| Belgium                        | 6             |
| Canada RPM Top Singles         | 1             |
| Finland                        | 13            |
| Netherlands                    | 3             |
| New Zealand (Listener)         | 3             |
| Norway                         | 2             |
| South Africa (Springbok Radio) | 1             |
| Sweden                         | 8             |
| UK (OCC)                       | 36            |
| US Billboard Hot 100           | 8             |
| US Cash Box Top 100            | 3             |

| Chart (1971) | Rank |
| ------------ | ---- |
| Australia    | 40   |
| Canada       | 13   |
| South Africa | 14   |
| US Cash Box  | 60   |